# Kabinett Stichtenoth
Das Kabinett Stichtenoth bildete vom 29. Mai 1933 bis zum 1. Januar 1934 die letzte Landesregierung von Mecklenburg-Strelitz, da am 1. Januar 1934 die Freistaaten Mecklenburg-Schwerin und Mecklenburg-Strelitz unter nationalsozialistischem Druck zum Land Mecklenburg vereinigt wurden. Reichsstatthalter und Gauleiter war von 1934 bis 1945 Friedrich Hildebrandt, NSDAP.
| Amt                                                              | Name              | Partei |
| ---------------------------------------------------------------- | ----------------- | ------ |
| Vorsitzender des Staatsministeriums und Leiter aller Abteilungen | Fritz Stichtenoth | NSDAP  |